# Haloragis scoparia
Haloragis scoparia är en slingeväxtart som beskrevs av Edward Fenzl. Haloragis scoparia ingår i släktet Haloragis och familjen slingeväxter. Inga underarter finns listade i Catalogue of Life.